# Зимске олимпијске игре 2030.
Зимске олимпијске игре 2030. ( фр. Jeux olympiques d'hiver de 2030  ), званично познатe као XXVI Зимске олимпијске игре или као Француски Алпи 2030. ( Алпес Францаисес 2030 ), је предстојећи међународни мулти-спортски догађај који ће се одржати широм француских Алпа од 1. до 17. фебруара 2030. године.
Места ће делити департмани Приморски Алпи и Горњи Алпи у Прованси-Алпи-Азурна обала, и департмани Горња Савоја и Савоја у Оверња-Рона-Алпи . Ове игре ће постати друге узастопне Зимске олимпијске игре које ће бити домаћини у Европским Алпима (прве ће делом бити домаћин Кортина 2026. године). Регион домаћин је објављен на 142. заседању МОК-а у Паризу 24. јула 2024, два дана пре почетка Летњих олимпијских игара 2024 .

## Избор града домаћина
Нови процес надметања МОК-а одобрен је на 134. седници МОК-а 24. јуна 2019. у Лозани, Швајцарска . Кључни предлози, вођени релевантним препорукама из Олимпијске агенде 2020, су:
- Успоставити стални, континуирани дијалог за истраживање и стварање интереса међу градовима/регионима/земљама и националним олимпијским комитетима за било који олимпијски догађај.
- Створити две будуће комисије за домаћине (летње и зимске игре) да надгледају интересовање за будуће олимпијске догађаје и извештавају извршни одбор МОК-а.
- Дати већи утицај седници МОК-а тако што ће чланови одбора који нису извршни бити део будућих комисија домаћина.

МОК је такође изменио Олимпијску повељу како би повећао своју флексибилност у избору домаћина тако што је датум избора учинио флексибилнијим и омогућио више градова, региона или земаља да буду домаћини уместо само појединачних градова, региона или земаља.
Према правилима понашања Комисије будућих домаћина, нови систем лицитирања МОК-а подељен је у 2 фазе дијалога:
- Континуирани дијалог који укључује необавезујуће дискусије између МОК-а и заинтересованих страна (Град/Регион/Држава/НОК заинтересовани за домаћинство) у вези са одржавањем будућих олимпијских догађаја.
- Циљани дијалог са једном или више заинтересованих страна (који се називају преферирани домаћин(и)), према инструкцијама Извршног одбора МОК-а. Ово следи препоруку Комисије будућег домаћина као резултат континуираног дијалога. Након препоруке Комисије за будуће домаћине Зимских олимпијских игара Међународног олимпијског комитета (МОК), Извршни одбор МОК-а (ИО) је 29. новембра 2023. године позвао Француски национални олимпијски комитет (ЦНОСФ) у „Циљани дијалог“ како би био домаћин Зимске Олимпијске и Параолимпијске игре 2030. у француским Алпима.[6]

### Избор домаћина
Француски Алпи су условно  потврђени као домаћини Зимских олимпијских игара 2030. на 142. заседању МОК- а 24. јула 2024. у Паризу, док се не реше финансијски проблеми. Према новом формату избора будућих градова домаћина Олимпијских игара из Агенде МОК-а 2020, гласање је било у облику референдума за 95 делегата МОК-а. Као и Летње олимпијске игре 2024. и 2028., Зимске олимпијске игре 2030. и 2034. додељене су истовремено; први Француској, а други Сједињеним Државама.
| Град           | Држава    | Гласови |
| -------------- | --------- | ------- |
| Француски Алпи | Француска | 84      |